# Kemijoki (entreprise)
Kemijoki Oy est un producteur d'énergie fondé en 1954 à Rovaniemi en Finlande. L'État finlandais détient la majorité des actions, avec d'autres propriétaires importants comme Fortum et UPM, qui reçoit l'électricité à prix coûtant.

## Activité
Le domaine d'activité de Kemi OY est principalement l'énergie hydraulique.
En 2018, la société produit 4,501 GWh d’électricité.
La société Kemijoki possède 20 centrales hydroélectriques dont 16 dans le bassin du Kemijoki, deux dans celui de la Lieksanjoki et deux sur le Kymijoki.
La société gère les réservoirs de Lokka et Porttipahta et des lacs Kemijärvi et Olkkajärvi.
La puissance cumulée de ses centrales est supérieure à 1 100 MW.
Les centrales de Kemijoki sont répertoriées dans le tableau ci-dessous.
| Centrale      | Construction | Chute (m) | Puissance (MW) |
| ------------- | ------------ | --------- | -------------- |
| Lokka         | 1967         | 7-12      | 0,1            |
| Porttipahta   | 1981         | 30        | 35             |
| Kurittukoski  | 1987         | 11        | 15             |
| Vajukoski     | 1984         | 16        | 21             |
| Matarakoski   | 1995         | 7         | 11             |
| Kelukoski     | 2001         | 7         | 9,8            |
| Kurkiaska     | 1992         | 12,5      | 27             |
| Kokkosniva    | 1990         | 11,5      | 25             |
| Seitakorva    | 1963         | 17-24     | 130            |
| Pirttikoski   | 1959         | 26        | 131            |
| Vanttauskoski | 1972         | 22        | 89             |
| Permantokski  | 1961         | 24        | 13             |
| Valajaskoski  | 1960         | 11,5      | 101            |
| Petäjäskoski  | 1957         | 20,5      | 172            |
| Ossauskoski   | 1965         | 14        | 124            |
| Taivalkoski   | 1976         | 14,5      | 133            |
| Pankakoski    | 1964         | 10,5      | 15             |
| Lieksankoski  | 1960         | 12        | 16             |
| Anjalankoski  | 1983         | 9,7       | 20             |
| Inkeroinen    | 1922, 1994   | 9,7       | 17             |

## Actionnaires principaux
Les actionnaires principaux sont répertoriés dans le tableau suivant :
| Actionnaire                   | Parts % |
| ----------------------------- | ------- |
| État finlandais               | 52,37   |
| Fortum                        | 26,6    |
| Lapin Sähkövoima Oy           | 11,16   |
| UPM Energy Oy                 | 6,81    |
| Helen Oy                      | 1,50    |
| Ounastuotanto Oy              | 0,95    |
| Napapiirin Energia ja Vesi Oy | 0,56    |